# V407 Близнецов
V407 Близнецов (лат. V407 Geminorum) — одиночная переменная звезда в созвездии Близнецов на расстоянии (вычисленном из значения параллакса) приблизительно 17 813 световых лет (около 5 461 парсек) от Солнца. Видимая звёздная величина звезды — от +12,1m до +11,9m.

## Характеристики
V407 Близнецов — жёлто-белая эруптивная переменная звезда типа RS Гончих Псов (RS:) спектрального класса F. Эффективная температура — около 6874 К.